# Liste der Kreisstraßen im Landkreis Eichsfeld

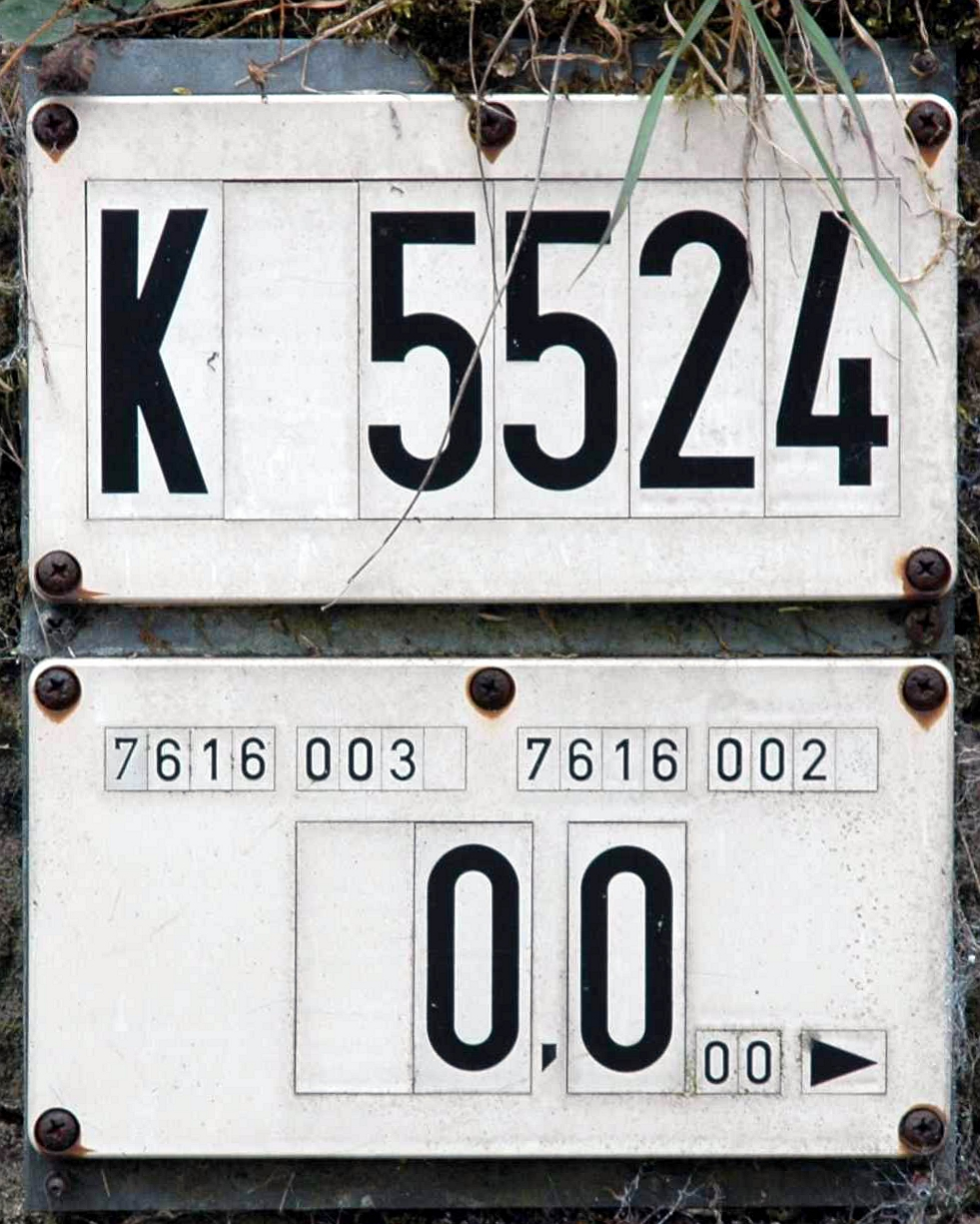
Stationszeichen

Die Liste der Kreisstraßen im Landkreis Eichsfeld ist eine Liste der Kreisstraßen im thüringischen Landkreis Eichsfeld.

## Abkürzungen
- K: Kreisstraße
- L: Landesstraße

## Liste
Straßen und Straßenabschnitte, die unabhängig vom Grund (Herabstufung zu einer Gemeindestraße oder Höherstufung) keine Kreisstraßen mehr sind, werden kursiv dargestellt. Der Straßenverlauf wird in der Regel von Nord nach Süd und von West nach Ost angegeben.
| Nr.   | Verlauf |
| ----- | --- |
| K 101 | L 1009 – Reinholterode – K 229 in Bodenrode                                                                         |
| K 102 | Rengelrode – L 1074                                                                                                 |
| K 103 | Steinheuterode – L 3080 in Uder                                                                                     |
| K 104 | K 123 – Marth – L 2005 in Burgwalde                                                                                 |
| K 108 | L 3080 – Birkenfelde – Schönhagen                                                                                   |
| K 109 | Röhrig – L 1074 |
| K 110 | Thalwenden – L 3080 in Uder                                                                                         |
| K 111 | Fürstenhagen – K 231                                                                                                |
| K 112 | Volkerode – K 128                                                                                                   |
| K 113 | K 128 – Landesgrenze – (K 11 im Werra-Meißner-Kreis, Hessen)                                                        |
| K 114 | K 127 – Misserode                                                                                                   |
| K 115 | L 1003 in Geismar – Bebendorf – Döringsdorf – Landesgrenze – (K 13 im Werra-Meißner-Kreis, Hessen)                  |
| K 116 | (K 49 im Landkreis Göttingen, Niedersachsen) – Landesgrenze – K 123 in Rohrberg                                     |
| K 117 | L 1003 – Sickenberg – Asbach                                                                                        |
| K 118 | Lindewerra – L 1003 in Wahlhausen                                                                                   |
| K 119 | (K 18 im Landkreis Göttingen, Niedersachsen) – Landesgrenze – L 1005 in Siemerode                                   |
| K 120 | L 1074 in Wüstheuterode – L 1003 – Mackenrode – Hennigerode – K 125 in Weidenbach                                   |
| K 121 | L 1072 in Bornhagen – Landesgrenze – (K 67 im Werra-Meißner-Kreis, Hessen)                                          |
| K 122 | (K 23 im Landkreis Göttingen, Niedersachsen) – Landesgrenze – in Hohengandern                                       |
| K 123 | K 116 in Rohrberg – Rustenfelde – K 104 – in Miwepa                                                                 |
| K 124 | Krombach – L 2022 in Bernterode                                                                                     |
| K 125 | K 120 in Weidenbach – Schwobfeld – L 1003 in Rüstungen                                                              |
| K 126 | L 1007 – L 2027 in Wilbich                                                                                          |
| K 127 | Lehna – K 114 – L 1007 in Ershausen                                                                                 |
| K 128 | L 1003 – K 112 – Hühnermühle – Pfaffschwende – K 113 – Kella – Landesgrenze – (K 48 im Werra-Meißner-Kreis, Hessen) |

| Nr.   | Verlauf |
| ----- | --- |
| K 201 | Bodenstein – L 1012 in Kirchohmfeld                                                                                        |
| K 202 | L 1011 – L 2017 |
| K 203 | L 2060 in Weißenborn-Lüderode – Gerode                                                                                     |
| K 205 | L 1013 – Weilrode |
| K 206 | Werningerode – L 1014 |
| K 208 | L 1011/L 1014 in Großbodungen – Wallrode                                                                                   |
| K 209 | L 1014 in Breitenworbis – K 210                                                                                            |
| K 210 | K 209 – L 2054 in Ascherode                                                                                                |
| K 211 | L 3080 – Gernrode – Niederorschel – … – L 1015 – K 243 – Gerterode                                                         |
| K 213 | L 1014 in Breitenholz – Hausen                                                                                             |
| K 216 | L 3080 in Beuren – in Beinrode                                                                                             |
| K 220 | Kefferhausen – L 2032 in Dingelstädt                                                                                       |
| K 225 | L 2032 – Luttermühle – Effelder – Kreisgrenze – (K 503 im Unstrut-Hainich-Kreis)                                           |
| K 226 | K 227 in Böseckendorf – Landesgrenze – (K 112 im Landkreis Göttingen, Niedersachsen)                                       |
| K 227 | (K 113 im Landkreis Göttingen, Niedersachsen) – Landesgrenze – Böseckendorf – K 226 – Bleckenrode – L 1009 in Berlingerode |
| K 228 | (K 16 im Landkreis Göttingen, Niedersachsen) – Landesgrenze – Neuendorf – L 1009                                           |
| K 229 | Steinbach – K 101 – Bodenrode – Wethmarskamp – L 3080 – Geisleden – L 1005 – Heuthen – L 2045 – L 1006 in Wachstedt        |
| K 230 | L 1007 in Martinfeld – Klüschen Hagis – L 2032                                                                             |
| K 231 | L 1074 in Uder – Lutter – K 111 – L 2023/L 2024 in Kalteneber                                                              |
| K 232 | L 1032 in Reifenstein – Kleinbartloff – Oberorschel – Niederorschel – L 1015 – Rüdigershagen – L 2049 in Deuna             |
| K 233 | Wingerode – L 3080 |
| K 234 | Westhausen – L 3080 |
| K 235 | L 3080 in Beuren – L 1005 in Kreuzebra                                                                                     |
| K 236 | L 2041/L 2043 in Silberhausen – Helmsdorf – Kreisgrenze – (K 504 im Unstrut-Hainich-Kreis)                                 |
| K 237 | L 1009 in Teistungen – Hundeshagen                                                                                         |
| K 238 | Streitholz – L 2003/L 2006 in Mengelrode                                                                                   |
| K 239 | (K 17 im Landkreis Göttingen, Niedersachsen) – Landesgrenze – Glasehausen – L 1009 in Günterode                            |
| K 240 | L 1011 in Bischofferode – Hauröden                                                                                         |
| K 241 | Freienhagen – L 2003/L 2005                                                                                                |
| K 242 | in Worbis – Breitenbach |
| K 243 | K 211 – Bernterode |